# 浮田幸吉

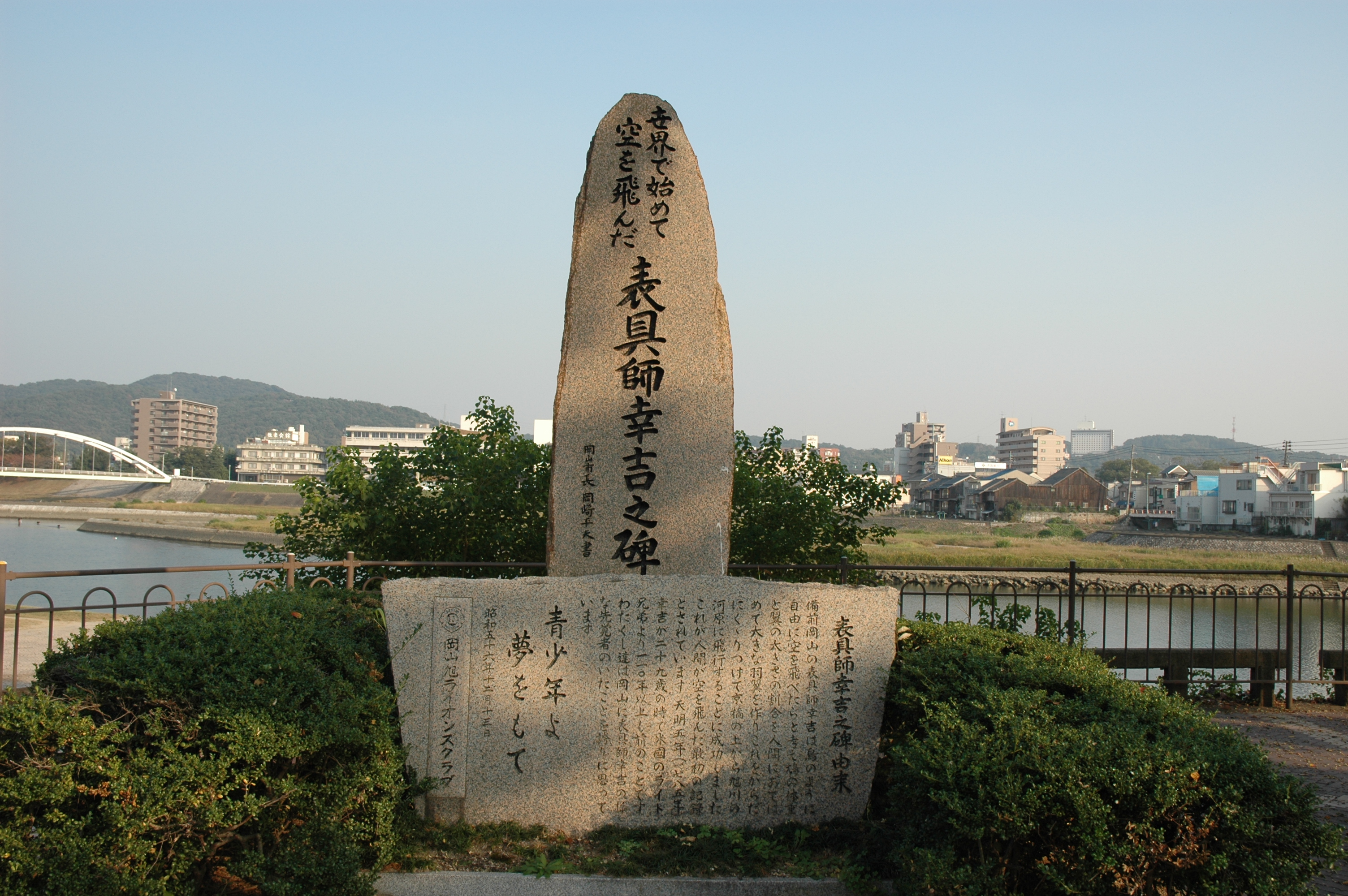
表具師幸吉の碑（岡山市旭川河畔）

浮田幸吉（うきた こうきち、1757年（宝暦7年）- 1847年（弘化4年）?）は、日本で初めて空を飛んだとされる人物。鳥人幸吉、表具師幸吉、表具屋幸吉、櫻屋幸吉、備前屋幸吉、備考斎（びんこうさい）とも呼ばれる。

## 経歴

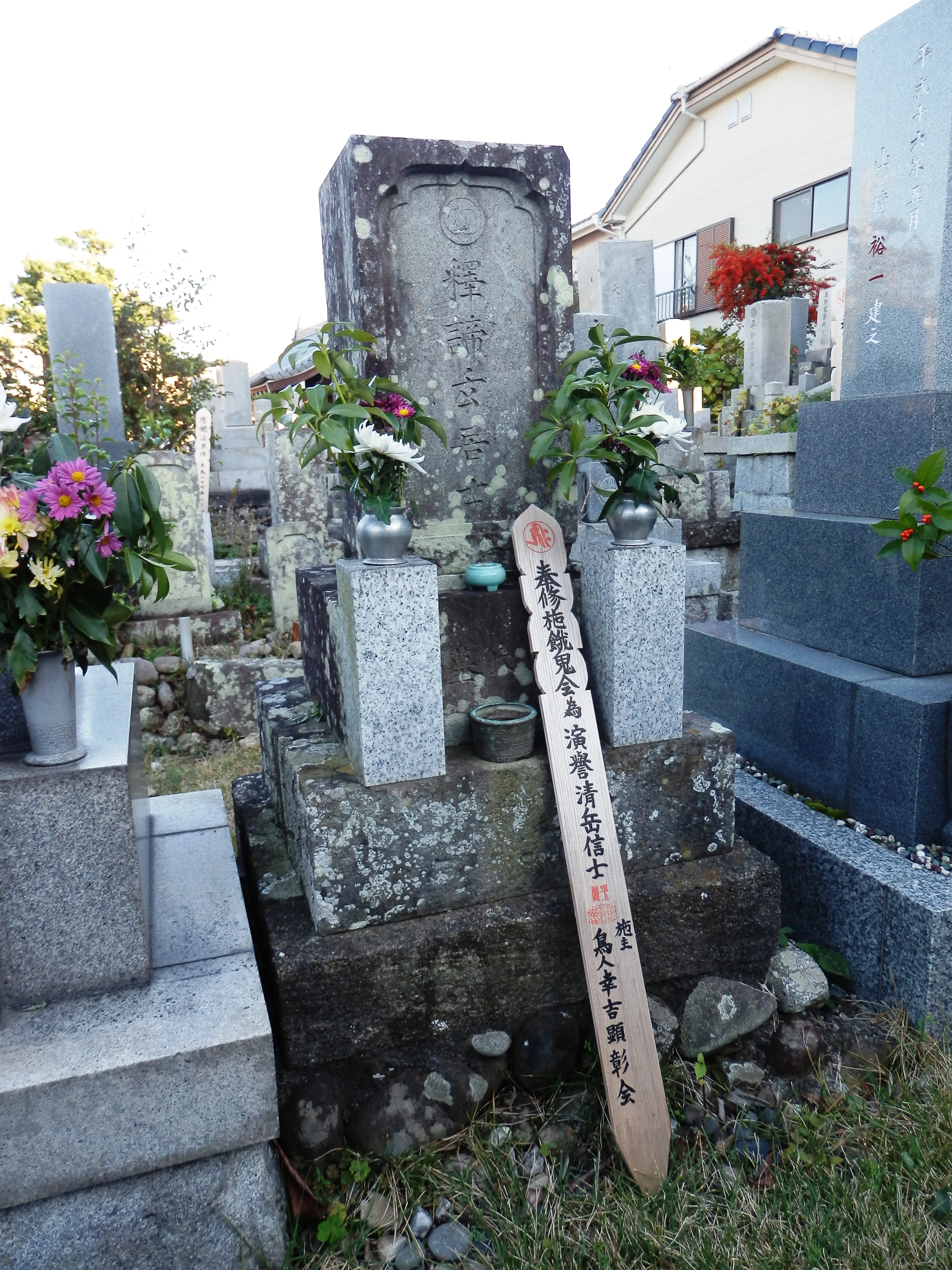
浮田幸吉墓
（静岡県磐田市・大見寺）

江戸時代中期1757年（宝暦7年）備前国児島郡八浜（現在の岡山県玉野市八浜）の浮田（櫻屋）清兵衛の次男として生まれた。7歳で父を亡くし岡山の紙屋に奉公に出て表具を習う。
空を飛ぶ鳥に興味を持ち、鳥が空を飛ぶメカニズムを熱心に研究した。「鳥の羽と胴の重さを計測しその割合を導き出す。それを人間の体に相当する翼を作れば人間も鳥と同じように空を飛べるはずである」と結論づけた。
表具師の技術を応用し、竹を骨組みに紙と布を張り柿渋を塗って強度を持たせた翼を製作した。試作を繰り返し1785年（天明5年）夏、旭川に架かる京橋の欄干から飛び上がった。風に乗って数メートル滑空したとも、直ぐに落下したとも言われる。河原で夕涼みをしていた町民の騒ぎとなり、即座に岡山藩士によって取り押さえられた。時の藩主池田治政により岡山所払いとされた。この出来事は同時代の漢詩人菅茶山の著書『筆のすさび』にも言及されている。
その後、駿河国駿府（現在の静岡県静岡市）に移り、「備前屋幸吉」の名で郷里児島の木綿を扱う店を開いた。軌道に乗ったところで兄の子に店を継がせた。自身は歯科技師「備考斎」として技術力の高い義歯を製作することで評判となった。
晩年は不詳で、駿府でも再び空を飛んで見せて騒乱の廉で死罪となったとも、遠江国見附（現在の静岡県磐田市）に移り妻子を得て平穏な余生を送り、1847年（弘化4年）に91年の長寿を全うし死去したとも伝えられている。墓は静岡県磐田市の大見寺にあり、戒名は「釋帝玄居士」。
幸吉の飛行が事実であるならば、1849年のジョージ・ケイリーのグライダーによる有人滑空実験よりも60年以上早いが、幸吉もこの種の実験を試みた最初の人物というわけではなく、古くは9世紀から同様の実験家たちが存在した（下記リンク参照）。また、重航空機に限らなければ、有人飛行はモンゴルフィエ兄弟の熱気球によって幸吉の飛行の2年前の1783年11月に達成されている。
1997年（平成9年）（没後150年余り？）には旧岡山藩主池田家当主・池田隆政より、幸吉の岡山所払いが許されている。

## 幸吉を題材にしたフィクション
『鳥人』
1940年に公開された丸根賛太郎監督、嵐寛寿郎主演の映画。日活京都作品。
『鳥人伝』
新田次郎による小説。1956年、新潮社より発行の『氷原・鳥人伝』に収録。
『空飛ぶ表具屋』
筒井康隆による短編小説。『オール讀物』1972年5月号に発表。1972年に短編集『将軍が目醒めた時』に収録され、1976年に新潮文庫に。2002年からは新潮文庫『傾いた世界―自選ドタバタ傑作集 2』に収められる。
『鳥人伝 世界ではじめて空を飛んだ男と女の物語』
1982年のテレビドラマ。TBS制作、上記の新田次郎の小説をドラマ化した物。主演、石坂浩二。
『殺人喜劇の鳥人伝説』
芦辺拓による短編小説。『奇想の復活』（1992年9月、立風書房）所収。『探偵宣言 森江春策の事件簿』（1998年3月、講談社ノベルス）所収。『名探偵総登場 芦辺拓と13の謎』（2020年12月、行舟文化）所収。コミック版（浦川まさる＆佳弥）が月刊『サスペリアミステリー』2003年3月号に掲載。
『幸吉空を飛ぶ』
水木しげるによる短編漫画。『東西奇ッ怪紳士録 2 』(1997年12月1日、ビッグコミックスゴールド) 、小学館文庫『東西奇ッ怪紳士録』（ISBN 978-4091926135）（2002年1月）に収録。
『始祖鳥記』
飯嶋和一による書き下ろしの長編小説。2000年に小学館より刊行。2002年に小学館文庫で文庫化（ISBN 978-4094033113）。
『梅安鳥人伝説』
池波正太郎原作、さいとう・たかを画によるコミックス。2016年9月12日発行の㈱リイド社発行SPコミックスに掲載。（ISBN 978-4-8458-4897-3）